# 贵乌路街道
贵乌路街道，是中华人民共和国贵州省貴陽市云岩区一个已撤销的街道办事处。
2012年前，下辖：冠竹苑社区、友谊社区、银佳社区、兴黔社区、贵医社区、筑新社区、石洞坡社区、大营坡社区、杨柳湾社区、百花山社区、万江社区、中天社区、顺海社区、黄山冲社区、金狮社区和登高社区。2012年8月14日，贵阳市人民政府通知决定撤销49个街道办事处，设立90个社区服务中心。